# Église Saint-Barthélemy de Castelnau-de-Lévis
Pour les articles homonymes, voir Église Saint-Barthélémy.
L'église Saint-Barthélemy de Castelnau-de-Lévis est une église dédiée à saint Barthélemy située à Castelnau-de-Lévis, dans le Tarn, en région Occitanie.

## Historique
Construite entre les XIIIe et XVe siècles, l'église Saint-Barthélemy se trouve sur l'emplacement d'un édifice de style roman antérieur. Possédant un clocher-porche fortifiée typique de l'albigeois, elle servait de porte défensive au village (appelé alors "le Puy de Bonnafous") durant le Moyen Âge.
À l'intérieur se trouve la sépulture de la famille de Castelnau (XVIIe siècle).
L'église Saint-Barthélemy est inscrite au titre de monument historique par arrêté du 18 juin 1927.
De nombreux objets sont référencés dans la base Palissy (voir les notices liées).

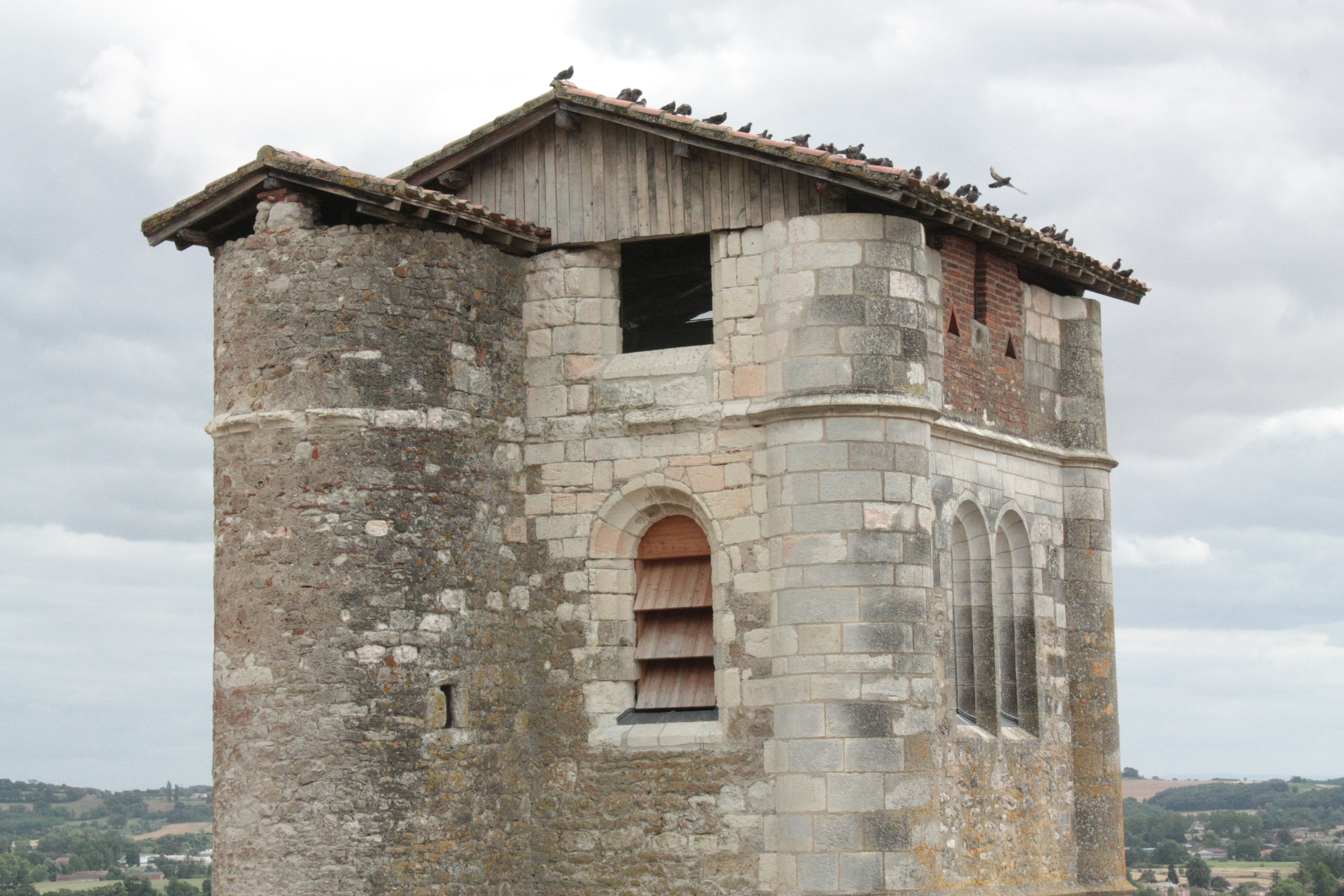
Le clocher
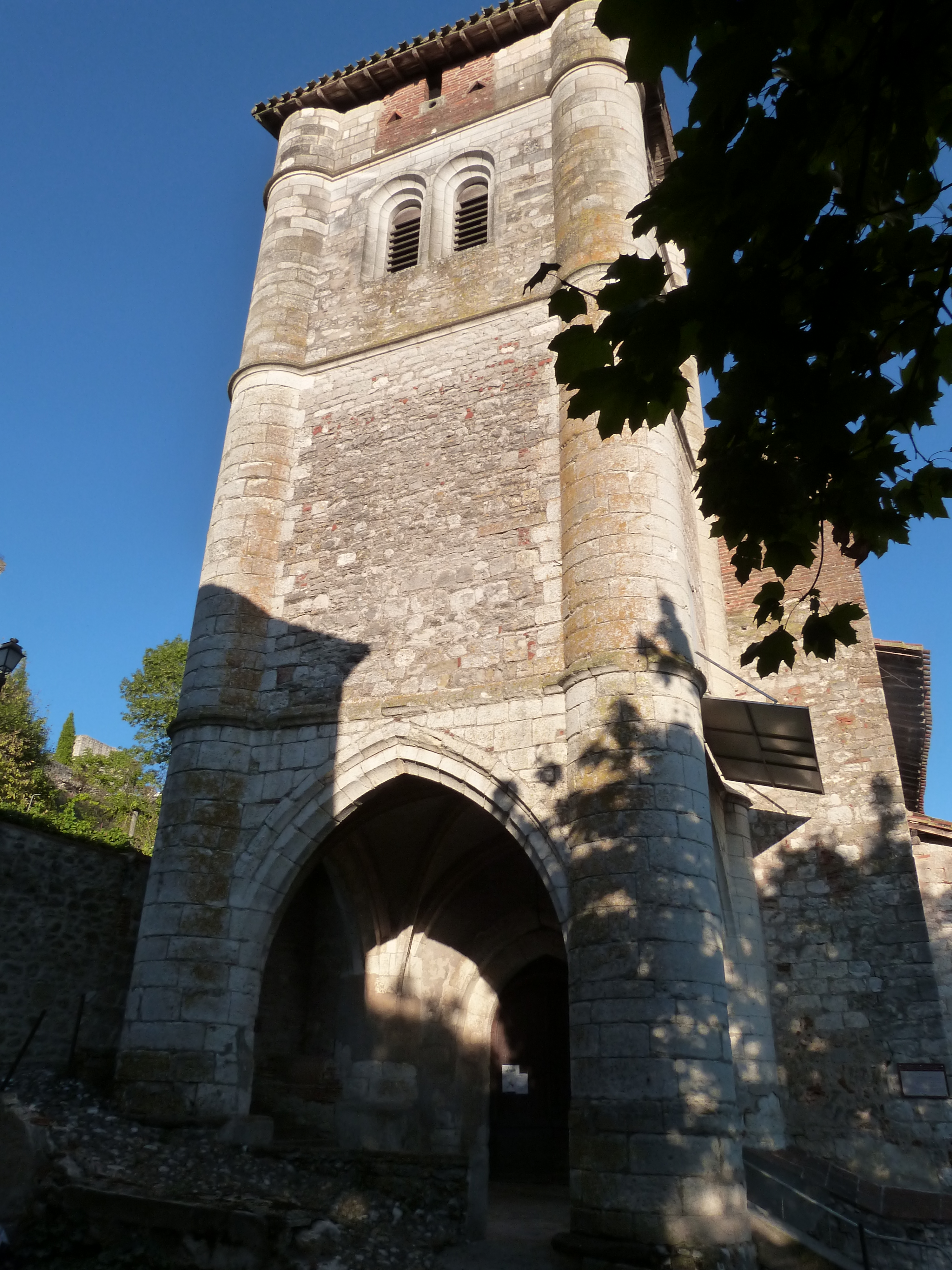
Le clocher-porche
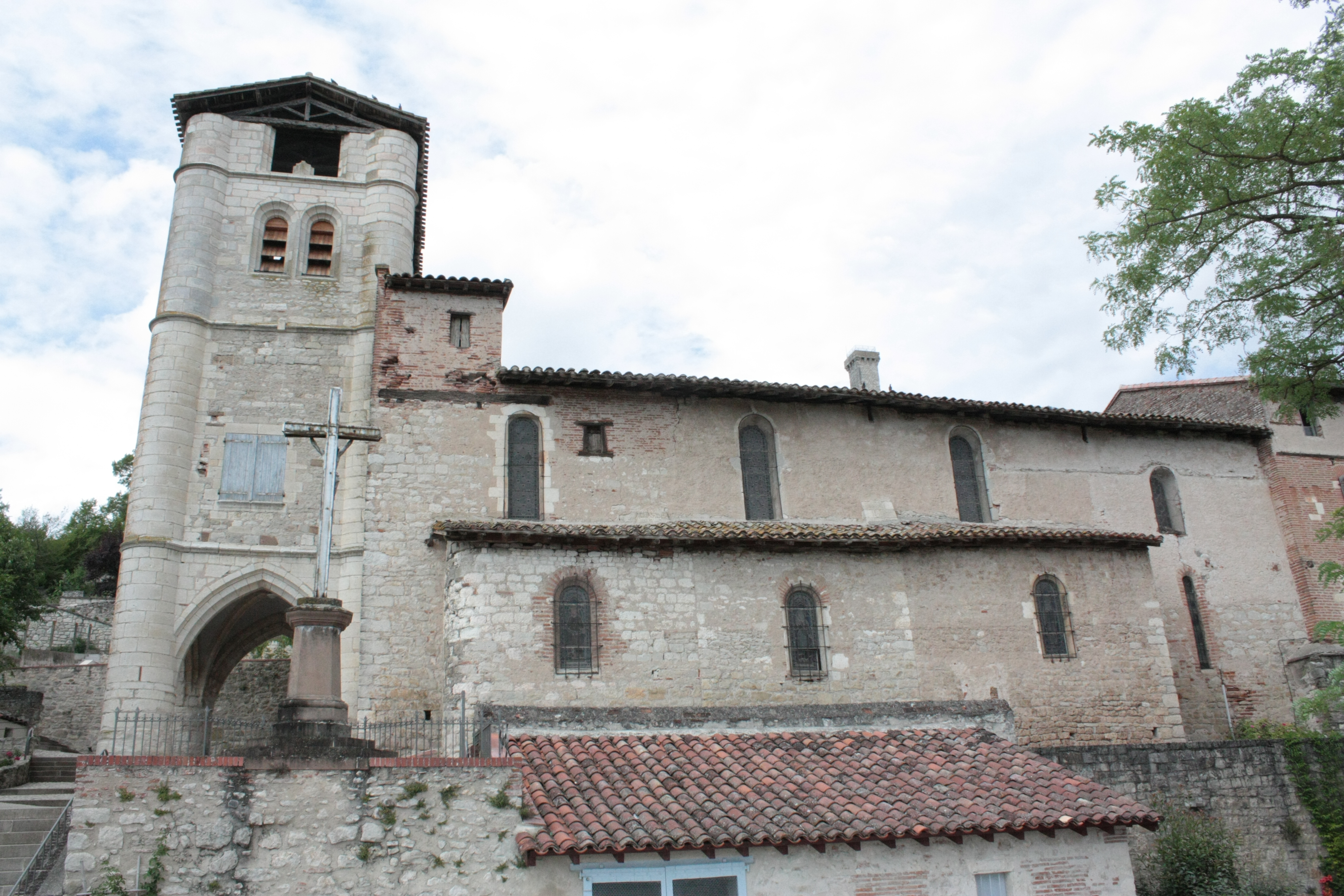
La façade de l'église
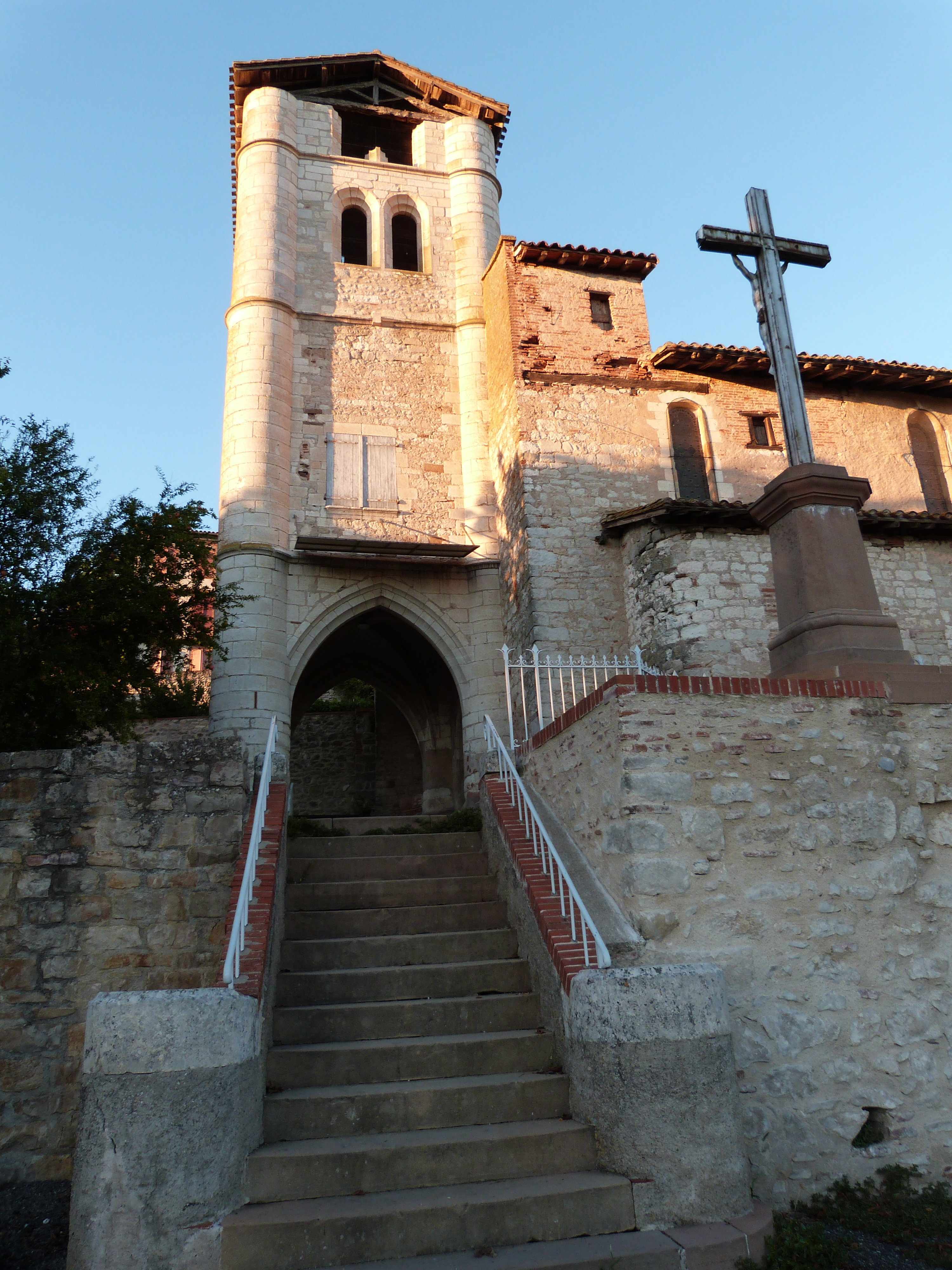
Le clocher-porche

## Mobilier classé
L'église Saint-Barthélemy, inscrite aux monuments historiques, possède de nombreux éléments de mobilier protégés :
- Retable du maître-autel et tabernacle du XVIIIe siècle, inscrits le 6 septembre 1993[3] ;
- Tableau (crucifixion avec la Vierge, saint Jean et saint Barthélemy) de 1884 par L. Passebosc, inscrit le 6 septembre 1993[3];
- Statue de saint Barthélemy du XVe siècle, inscrite le 6 avril 1998[4] ;
- Reliquaire contenant des restes de saint Philotei, saint Severi et saint Liberati, inscrit le 22 novembre 2012 [5] ;
- Reliquaire contenant des restes de saint Justini, saint François de Sales, saint Victorini et sainte Jeanne de Chantal, inscrit le 22 novembre 2012 [5];
- Tableau (Vierge de pitié avec saint Pierre et ses clés du paradis) de la fin du XVIe siècle de Jean Roques, inscrit le 22 novembre 2012[6] ;
- Statuette Vierge à l'Enfant en bois du XVIIIe siècle, inscrite le 22 novembre 2012[7] ;
- Tableau (martyre de saint André) du XIXe siècle, inscrit le 22 novembre 2012[8] ;
- Tableau (martyre de saint Barthélemy) du XIXe siècle, inscrit le 22 novembre 2012[9] ;
- Tableau (Annonciation) du XIXe siècle, inscrit le 22 novembre 2012[10] ;
- Mécanisme de l'horloge du XVIIIe siècle, inscrit le 10 juin 2016[11].